# Alexandru Antoniuc
Alexandru Antoniuc est un footballeur international moldave né le 23 mai 1989 à Chișinău. Il évolue actuellement au FC Milsami au poste d'attaquant.

## Carrière

### En club
Alexandru Antoniuc commence sa carrière en 2007 au FC Zimbru Chişinău. En 2010, il signe au FK Rubin Kazan mais ne joue que quatre matchs en deux saisons. 
En février 2012, il est prêté au FK Kamaz Naberejnye Tchelny puis lors de la saison 2012-2013, il est prêté à son club formateur, le FC Zimbru Chişinău. 
Au début de la saison 2013-2014, Antoniuc s'engage avec le FC Veris Chişinău puis en 2014, il signe au FC Milsami.

### Sélection nationale
Alexandru Antoniuc obtient sa première sélection avec l'équipe de Moldavie le 29 mai 2010 lors d'un match amical contre les Émirats arabes unis. Le 15 octobre 2013, il marque ses deux premiers buts internationaux lors d'un match des éliminatoires de la Coupe du monde 2014 contre le Monténégro. Il compte dix-huit sélections et deux buts avec l'équipe nationale moldave.

## Palmarès
- Champion de Moldavie en 2015 avec le FC Milsami
- Coupe de Moldavie en 2018